# Jughead
I Jughead sono stati un supergruppo musicale heavy metal statunitense, formatosi nel 2002.

## Storia
la band era composta da Ty Tabor (King's X), Derek Sherinian (Dream Theater), Matt Bissonette e Gregg Bissonette (Electric Light Orchestra). Nello stesso anno della formazione, incisero l'album Jughead, che si rivelò un discreto successo, sebbene abbia ricevuto pareri critici contrastanti.
Nei due anni successivi la band fece dei tour, dopodiché fece perdere le tracce di sé, fino al definitivo scioglimento, avvenuto nel 2007, a causa degli altri impegni dei componenti, tutti attivi in altri gruppi musicali.

## Formazione
- Ty Tabor – voce, chitarra
- Derek Sherinian – tastiere
- Matt Bissonette – basso
- Gregg Bissonette – batteria

## Discografia
- 2002 – Jughead